# Sjeverni Liang
Sjeverni Liang (kineski: 北凉, pinyin: Bĕi Liáng; 397. – 439.) je bila država u Sjevernoj Kini iz doba Šesnaest kraljevstava. Godine 397. osnovao ju je Duan Ye, Han službenik koji se pobunio i odmetnuo od države Kasniji Liang, a kojega su 401. god. zbacili i vlast preuzeli pripadnici Xiongnu klana Juqu. Država Sjeverni Liang se pokazala kao jedna od dugovječnijih među Wu Hu državama, te je uspjela nadživjeti sve njih osim državu Sjeverni Wei čije su trupe 439. godine zauzele glavni grad Guzang i zarobile njenog vladara Juqu Mujiana. Taj se događaj tradicionalno uzima kao završetak ujedinjenja sjeverne Kine pod dinastijom Sjeverni Wei, odnosno kraj razdoblja Šesnaest kraljevstvava i početak razdoblja Sjevernih dinastija. Međutim, dio povjesničara navodi da se država održala u izbjeglištvu, zahvaljujući Juqu Mujianovim rođacima koji su se naselili u Gaochangu (高昌, suvremena prefektura Turpan, Xinjiang). Taj je entitet, međutim, završio kada su 460. god. Gaochang osvojili Rourani i masakrirali ostatke obitelji Juqua.

## Vladari Sjevernog Lianga
| Hramsko ime                                                     | Postumno ime         | Rodno i dato ime                     | Godine vladavine | Područja i trajanja vladanja |
| --------------------------------------------------------------- | -------------------- | ------------------------------------ | ---------------- | --- |
| Konvencionalno kineski: prezime, pa ime                         |                      |                                      |                  | |
| Sjeverni Liang 397. – 439. (Gaochang plemstvo wang 442. – 460.) |                      |                                      |                  | |
| nema                                                            | nema                 | Duan Ye (段業 Duàn Yè)               | 397. – 401.      | Shenxi (神璽 Shénxǐ) 397. – 399. Tianxi (天璽 Tiānxǐ) 399. – 401.                                                                       |
| Taizu (太祖 Tàizǔ)                                              | Wuxuan (武宣 Wǔxuān) | Juqu Mengxun (沮渠蒙遜 Jǔqú Méngxùn) | 401. – 433.      | Yongan (永安 Yǒngān) 401. – 412. Xuanshi (玄始 Xuánshǐ) 412. – 428. Chengxuan (承玄 Chéngxuán) 428. – 430. Yihe (義和 Yìhé) 430. – 433. |
| nema                                                            | Ai (哀王 āi)         | Juqu Mujian (沮渠牧犍 Jǔqú Mùjiān)   | 433. – 439.      | Yonghe (永和 Yǒnghé) 433. – 439. |
| nema                                                            | nema                 | Juqu Wuhui (沮渠無諱 Jǔqú Wúhuí)     | 442. – 444.      | Chengping (承平 Chéngpíng) 443. – 444.                                                                                                  |
| nema                                                            | nema                 | Juqu Anzhou (沮渠安周 Jǔqú ānzhōu)   | 444. – 460.      | Chengping (承平 Chéngpíng) 444. – 460.                                                                                                  |

## Poveznice
- Wu Hu
- Zizhi Tongjian
- Gansu
- Avari